# Machadobelba bifurcata
Machadobelba bifurcata är en kvalsterart som beskrevs av Wen 1998. Machadobelba bifurcata ingår i släktet Machadobelba och familjen Machadobelbidae. Inga underarter finns listade i Catalogue of Life.